# Campeonato Mundial de Gimnasia Artística de 1999
El XXXIV Campeonato Mundial de Gimnasia Artística se celebró en Tianjin (China) entre el 8 y el 16 de octubre de 1999 bajo la organización de la Federación Internacional de Gimnasia (FIG) y la Asociación China de Gimnasia.
Se contó con la presencia de 553 gimnastas (293 hombres y 260 mujeres) de 73 países miembros de la FIG. 

## Resultados

### Masculino
| Evento                 | Oro                                                                      | Plata | Bronce |
| ---------------------- | ------------------------------------------------------------------------ | --- | --- |
| Concurso completo ind. | Nikolai Krukov Rusia 57,485 pts.                                         | Naoya Tsukahara Japón 57,337 pts.                                                                         | Jordan Jotchev Bulgaria 57,212 pts. |
| Suelo                  | Alexei Nemov Rusia 9,787                                                 | Gervasio Deferr · España · 9,750                                                                          | Aowei Xing China 9,737 |
| Caballo con arcos      | Alexei Nemov Rusia 9,775                                                 | Marius Urzică Rumania 9,762                                                                               | Nikolai Krukov Rusia 9,750 |
| Anillas                | Zhen Dong China 9,775                                                    | Szilveszter Csollány · Hungría · 9,737                                                                    | Dimosthenis Tampakos · Grecia · 9,712 |
| Salto de potro         | Xiaopeng Li China 9,668                                                  | Jevgēņijs Saproņenko Letonia 9,656                                                                        | Dieter Rehm · Suiza · 9,468 |
| Paralelas              | Joo Hyung Lee Corea del Sur 9,750                                        | Alexei Bondarenko Rusia / Naoya Tsukahara Japón 9,675                                                     | |
| Barra fija             | Jesús Carballo · España · 9,762                                          | Alexander Jelkov · Canadá · 9,700                                                                         | Wei Yang China 9,612 |
| Concurso por equipos   | China Dong Zhen Huang Xu Li Xiaopeng Lu Yufu Xing Aowei Yang Wei 230,395 | Rusia Alexei Bondarenko Nikolai Kryukov Alexei Nemov Maxim Aleshin Rashid Kasumov Evgeni Podgorni 228,145 | Bielorrusia · Ivan Ivankov · Alexander Kruzhylov · Dimitri Kaspiarovich · Alexander Shostak · Vitaly Rudnitski · Ivan Pavlovski · 227,631 |

### Femenino
| Evento                 | Oro | Plata | Bronce |
| ---------------------- | --- | --- | --- |
| Concurso completo ind. | Maria Olaru Rumania 38,774 pts.                                                                            | Viktoria Karpenko · Ucrania · 38,705 pts.                                                                                      | Elena Zamolodchikova Rusia 38,687 pts.                                                                         |
| Suelo                  | Andreea Răducan Rumania 9,837                                                                              | Simona Amânar Rumania 9,800 | Svetlana Khorkina Rusia 9,787                                                                                  |
| Salto de potro         | Elena Zamolodchikova Rusia 9,718                                                                           | Simona Amânar Rumania 9,631 | Maria Olaru Rumania 9,593                                                                                      |
| Barras asimétricas     | Svetlana Khorkina Rusia 9,837                                                                              | Mandan Huang China 9,825 | Jie Ling China 9,812                                                                                           |
| Barra                  | Jie Ling China 9,775                                                                                       | Andreea Răducan Rumania 9,762                                                                                                  | Olga Raschoupkina · Ucrania 9,737 ·                                                                            |
| Concurso por equipos   | Rumania Maria Olaru Andreea Raducan Simona Amanar Andreea Isarescu Corina Ungureanu Loredana Boboc 153,527 | Rusia Yelena Produnova Elena Zamolodchikova Svetlana Khorkina Yekaterina Lobaznyuk Yevgeniya Kuznetsova Anna Kovaliova 153,209 | Ucrania Viktoria Karpenko Tatiana Yarosh Inga Shkarupa Olga Teslenko Olga Roschupkina Nataliya Horodny 152,423 |

## Medallero
| Núm. | País          | Oro | Plata | Bronce | Total |
| ---- | ------------- | --- | ----- | ------ | ----- |
| 1    | Rusia         | 5   | 3     | 3      | 11    |
| 2    | China         | 4   | 1     | 4      | 9     |
| 3    | Rumania       | 3   | 4     | 1      | 8     |
| 4    | España        | 1   | 1     | 0      | 2     |
| 5    | Corea del Sur | 1   | 0     | 0      | 1     |
| 6    | Japón         | 0   | 2     | 0      | 2     |
| 7    | Ucrania       | 0   | 1     | 1      | 2     |
| 8    | Canadá        | 0   | 1     | 0      | 1     |
| 8    | Hungría       | 0   | 1     | 0      | 1     |
| 8    | Letonia       | 0   | 1     | 0      | 1     |
| 11   | Bielorrusia   | 0   | 0     | 1      | 1     |
| 11   | Bulgaria      | 0   | 0     | 1      | 1     |
| 11   | Grecia        | 0   | 0     | 1      | 1     |
| 11   | Suiza         | 0   | 0     | 1      | 1     |
|      | TOTAL         | 14  | 15    | 13     | 42    |